# 송도 더샵 퍼스트월드
송도 퍼스트월드(영어: Songdo First World (1st World)) 또는 송도 더샵 퍼스트월드(영어: Songdo The # First World (1st World))는 대한민국 인천광역시 연수구 송도국제도시 국제업무지구에 위치한 송도의 대표적인 초고층 고급 주상복합 아파트, 오피스텔 마천루 단지이다. 멀리서 보기에는 4개의 빌딩으로 이뤄진 단지로 생각할 수 있지만 주상복합 건물은 지상 64층으로 이루어진 타워형이 4개 동, 지상 27층으로 이루어진 판상형이 2개 동으로 총 6동으로 이루어져있다. 그 외 낮은 건물들은 오피스텔과 상가, 커뮤니티 센터로 퍼스트월드는 총 14개 동, 2,654세대로 구성되어 있다.

## 역사
2005년에 착공하여 2009년에 완공하였다. 2014년에 포스코타워-송도가 개장되기 전까지는 인천광역시에서 가장 높은 빌딩이었고, 2014년 기준으로는 인천광역시에서는 두 번째로 높다. 동북아무역타워는 바로 옆 블럭에 2014년 7월 준공되었으며, 305m로 롯데월드타워가 완공되기 전까지 국내에서 가장 높은 빌딩이었다.

## 높이

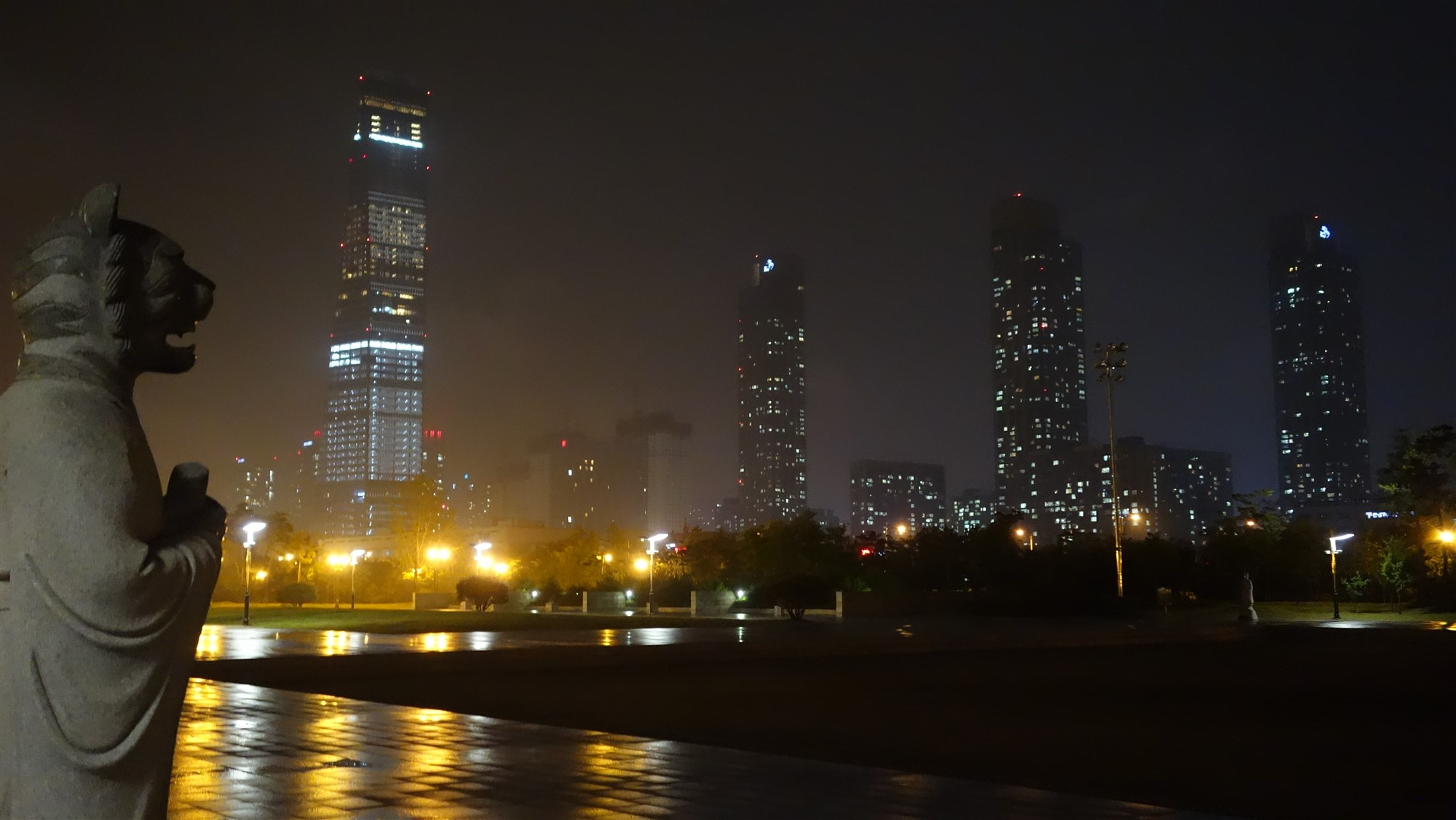
해돋이 공원에서 찍은 송도국제도시에 위치한 더샵 퍼스트월드 야경.

세계에서 335번째로 높으며, 대한민국에서는 19번째로 높은 빌딩이다. 포스코건설이 초기 265m로 건설을 한다며 한국 최고층으로 홍보를 하고, 층수가 64층이나 되기 때문에 서울에 위치한 63빌딩보다 더 높다고 알려졌으나, 63빌딩은 지상 249m(안테나 포함 시 274m)이고 퍼스트월드는 237m로 완공 되었으므로 논란은 종식되었다.
2009년 완공 당시 인천에서 가장 높은 아파트가 되었다. 2011년 두산건설이 해운대 두산위브더제니스 80층(301m)에 120MPa 콘크리트를 타설함으로써 종전 퍼스트월드의 기록은 갱신되었다.

## 특징

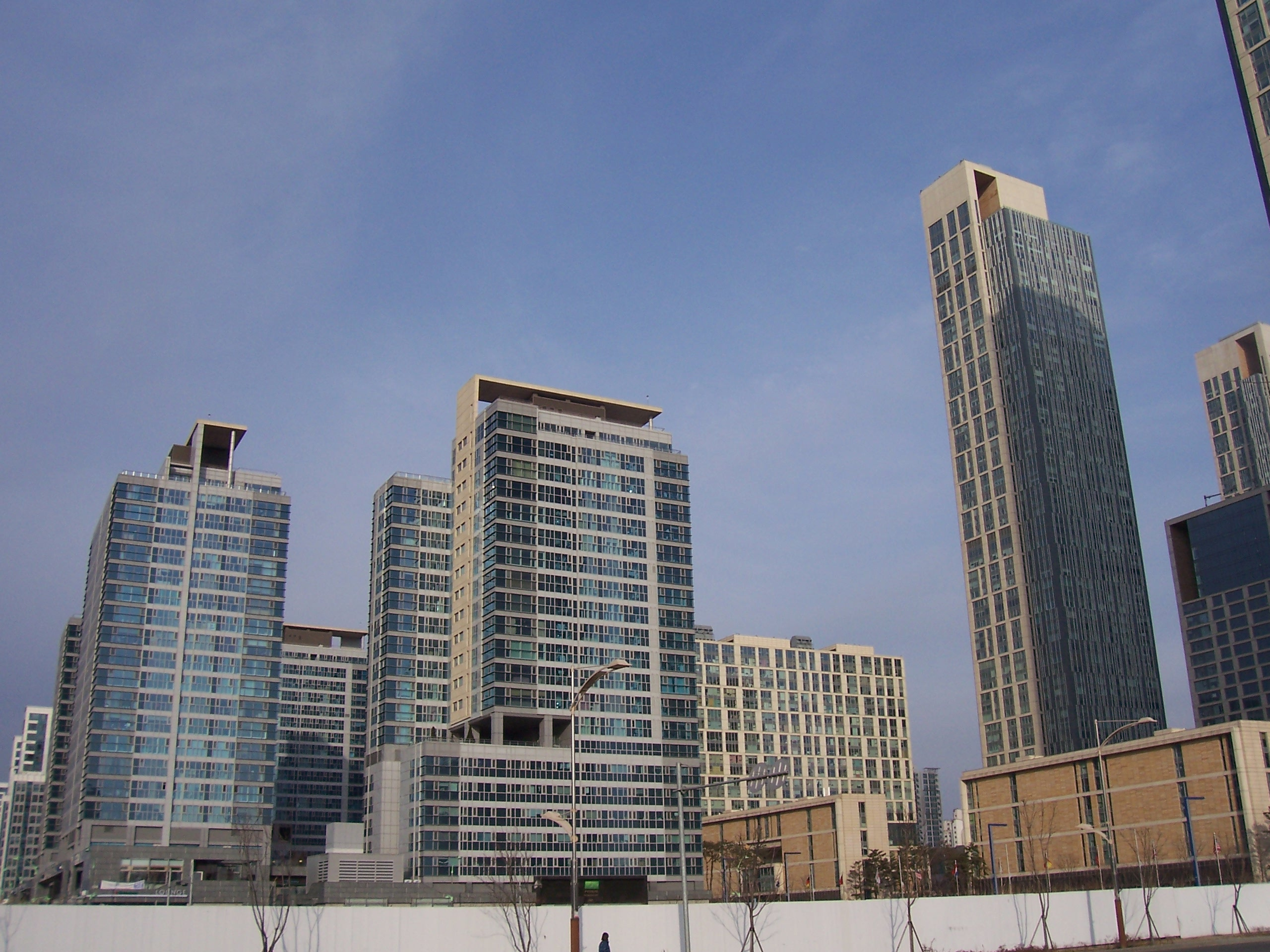
더샵 퍼스트월드 (오른쪽)

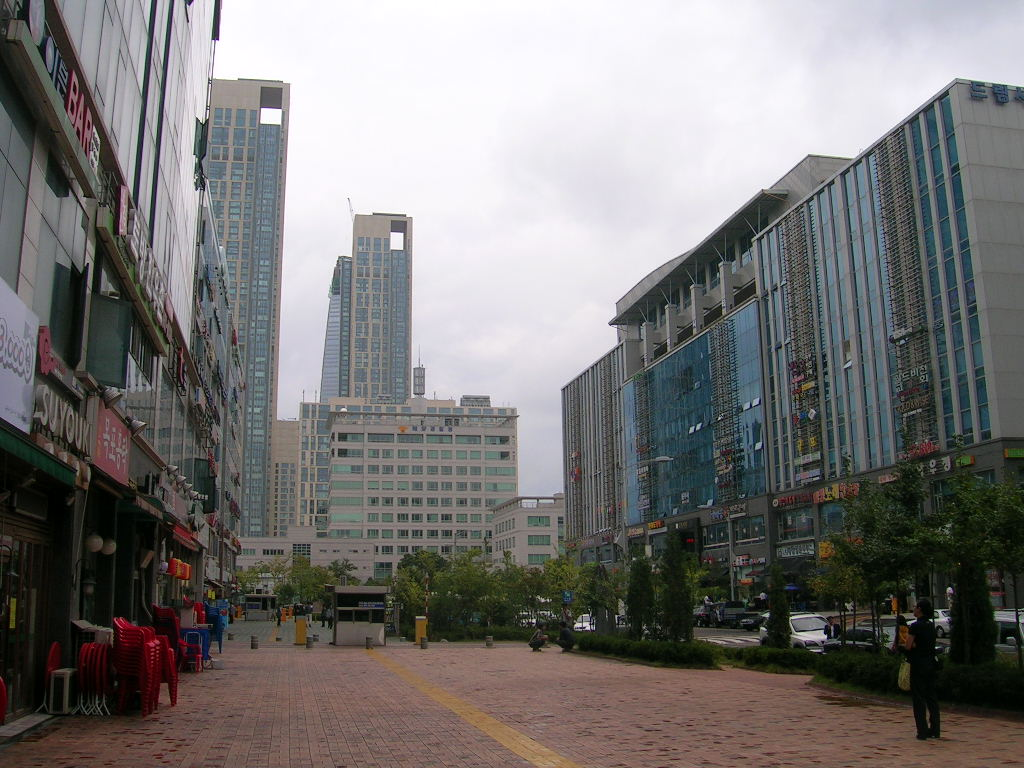
더샵 퍼스트월드

친환경 공동체 시스템인 로하스 아파트가 적용되었다. 퍼스트월드의 가장 큰 특징인 건물에 난 구멍은 환경을 위한 통풍구이면서 미관을 위해 디자인 되었고 단지는 바람길을 고려해 설계되었다. 빌딩 높이는 물론 진입로나 창문, 내부 공원 등의 크기도 점차적으로 변화해 삭막한 성냥갑이나 기존의 커튼월 빌딩에서 탈피하는 첫번째 신호탄이 되었다.
또한 빌딩의 높이, 내부 공간 사이의 폭, 빌딩 정면 간의 비례는 이른바 '황금비율'로 알려진 '피보나치수열'을 따르도록 설계됐다. 앵무조개의 달팽이 모양 껍데기 구조나 레오나르도 다빈치의 미술작품 등에서 볼 수 있었던 황금비율을 건축물에 적용하기 위한 시도다.

## 공법
국내에서 최초로 TLCD(영어: Tuned Liquid Column Damper)가 적용됐다. TLCD는 U자 형태의 물탱크에 액체를 담아 출렁임을 이용해 진동을 제어한다. 건물이 강한 바람을 맞아 전후좌우로 심하게 흔들리게 될 경우 최상부에 설치된 650톤 규모의 U자형 물탱크내 액체가 관성의 법칙에 따라 건물과 반대방향으로 움직이며 무게중심을 잡아줘 건물의 흔들림을 최소화하는 최첨단 공법이다. 현재 퍼스트월드 타워형 상층부에는 약 650톤 규모의 U자형 물탱크가 설치되어 있다. 해안에서 불어오는 강풍이나 리히터 7.0 규모의 강진에도 견딜 수 있는 특수한 지진 시스템이 구현됐다.
또한 바람의 영향을 받아 뒤틀리는 현상을 막기 위해 31~33층(높이 110m)과 59~61층(높이 220m)의 아웃리거 층에 각각 80, 120MPa(메가파스칼)이상의 초고강도 콘크리트가 타설되었다. 이것은 국내 최초, 최고로 64층 최고층(높이 250m)에 펌프 압송방식으로 120MPa 콘크리트를 타설함으로써 신기록을 세웠다.
그리고 2014년엔 풍진동시스템이 적용되면서 모니터링 시스템과 풍진동 제어가 더욱 정밀히 가능해졌다.

## 시설 및 주위 환경
지하 2개층 주차장이 있고 1층에는 로비가 있으며 2층부터 64층까지의 시설은 아파트 시설이 있다. (판상형 아파트, 오피스텔 제외)
그리고 퍼스트 월드 주위 환경이 굉장히 우수한 편인데 송도국제도시의 대표적인 앵커시설인 송도 컨벤시아 및 센트럴파크, 해돋이 공원 그리고 공공시설로 해양경찰청, 경찰지구대, 송도1동 주민센터, 우체국, 소방안전센터가 모두 단지와 인접해 있다. 특히 퍼스트월드는 GTX B노선 예정인 인천대입구역과 지하로 연결된 지하통로가 있다. 퍼스트월드-송도컨벤시아-쉐라톤호텔-포스코빌딩-롯데마트까지 현재 이어져 있으며 롯데몰이 완공되면 롯데몰을 통해 인천대입구역까지 연결 예정이다. 송베리아라고 불리울 만큼 겨울에 춥고 바람이 거센 송도에서 지하로 GTX역사가 연결되는 아파트는 퍼스트월드가 유일하며 인천대입구역은 롯데몰, 신세계백화점, 이랜드몰이 들어서기로 예정되어 있어서 거대 상권과 지하로 직결되는 아파트가 될 것으로 기대되고 있다.
| 층수                | 시설                                 |
| ------------------- | ------------------------------------ |
| 64층                | 게스트룸, 연회장                     |
| 2층 ~ 63층          | 아파트                               |
| 1층                 | 로비,다목적실                        |
| 지하 2층 ~ 지하 1층 | 지하주차장 (세대당 2.03대 주차 가능) |

## 수상작
- 2005년 10월 - 미국 건축가협회 American Institute of Architects (AIA) 최대지부인 뉴욕지부로부터 미준공부문 주거설계상 수상.[4]
- 2009년 9월 - 인천광역시 건축상 우수상 수상.[5]
- 2010년 10월 - 한국건축문화대상 우수상 수상.
- 2010년 11월 - 국토해양부 주최 주택품질 소비자만족도 조사(KARSI) 시상식 우수상 수상.[6]

## 대중문화
응답하라 1994와 별에서 온 그대는 바로 옆 단지 "더샵 센트럴파크 2단지"에서 촬영되었다. 2018년에 개봉한 일본 영화 명탐정 코난: 제로의 집행인에 나온다.

## 갤러리

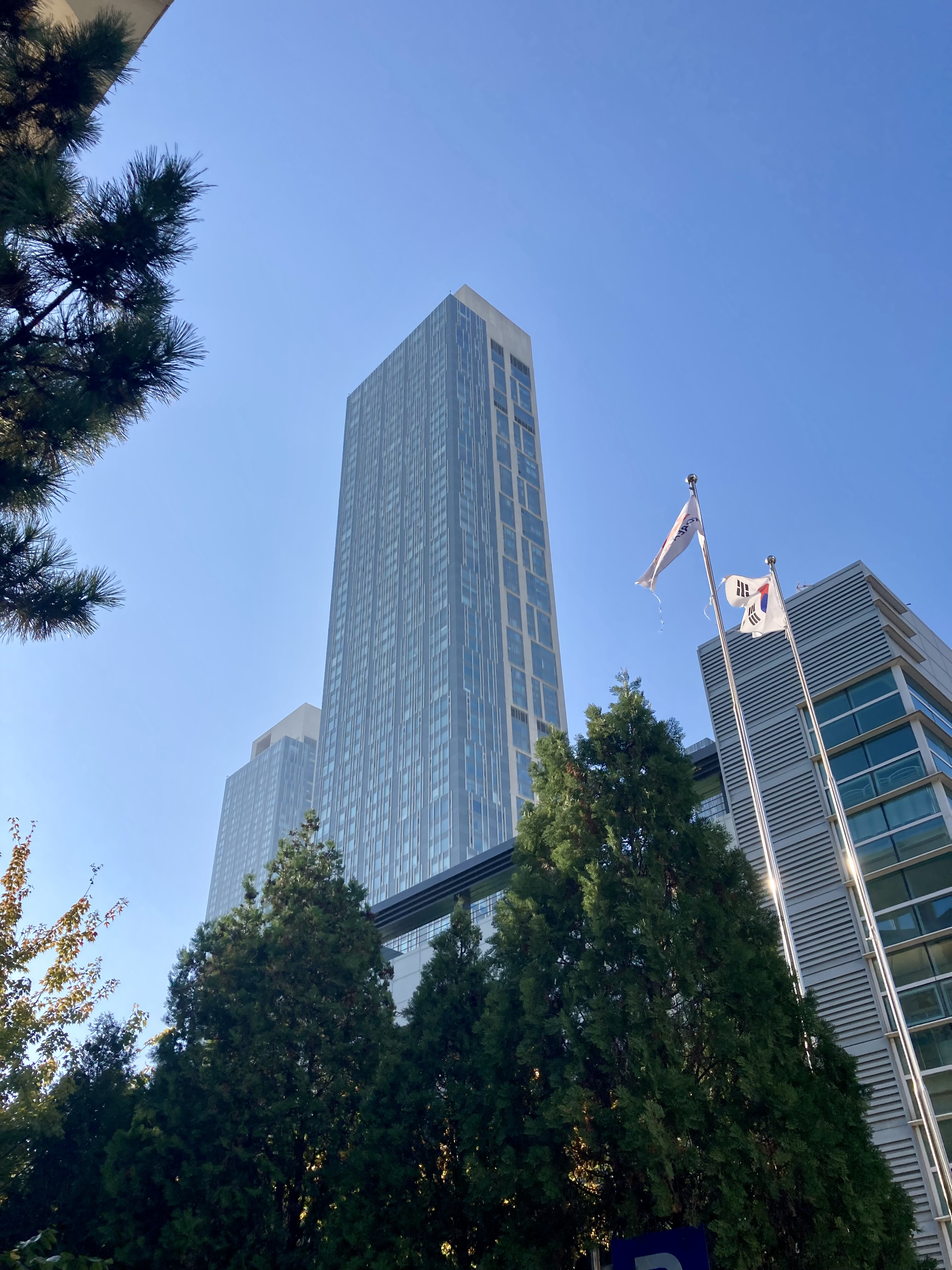
2025년도 가을풍경(해양경찰청 측면)
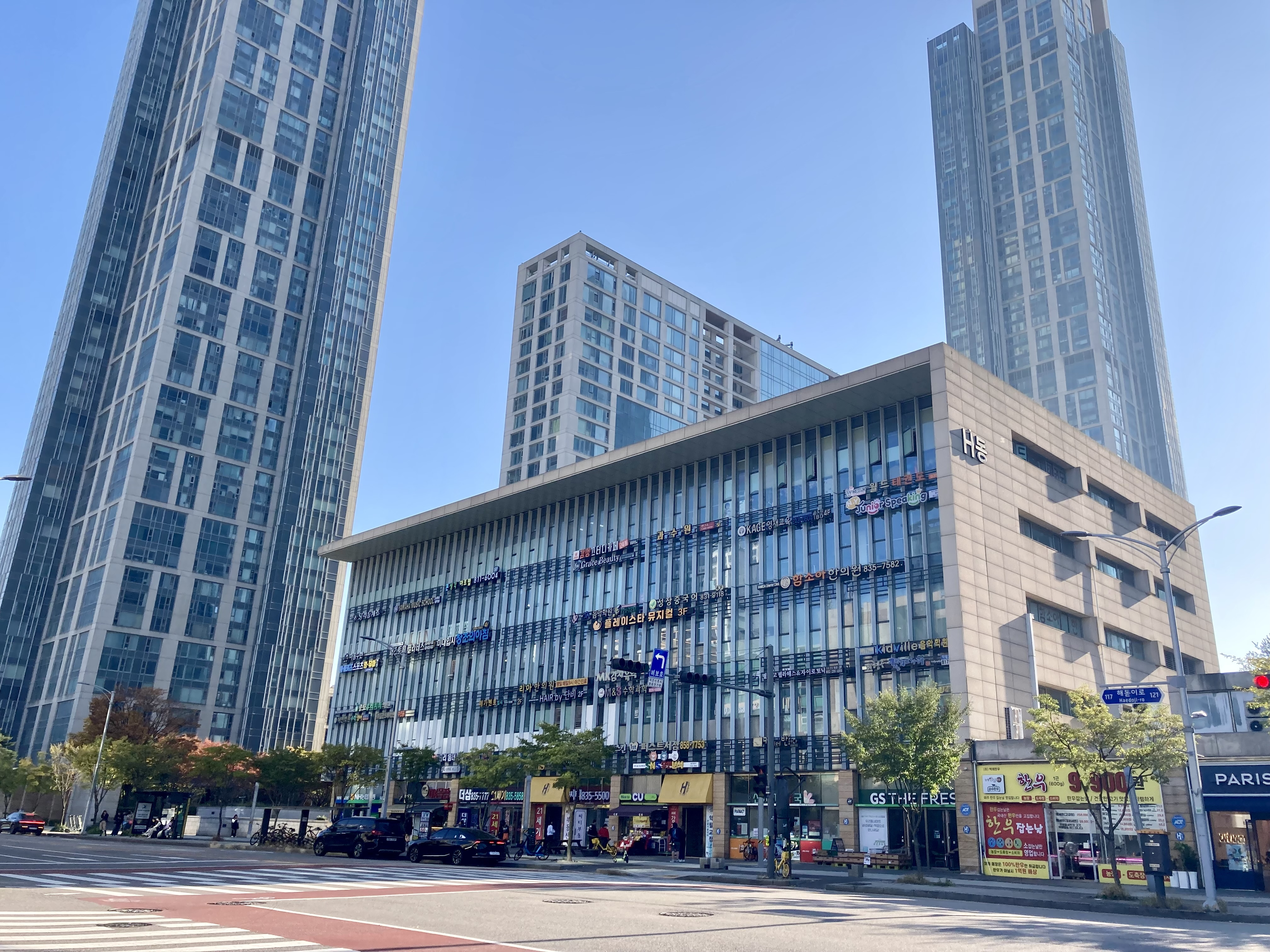
해돋이로 측면의 H동 건물
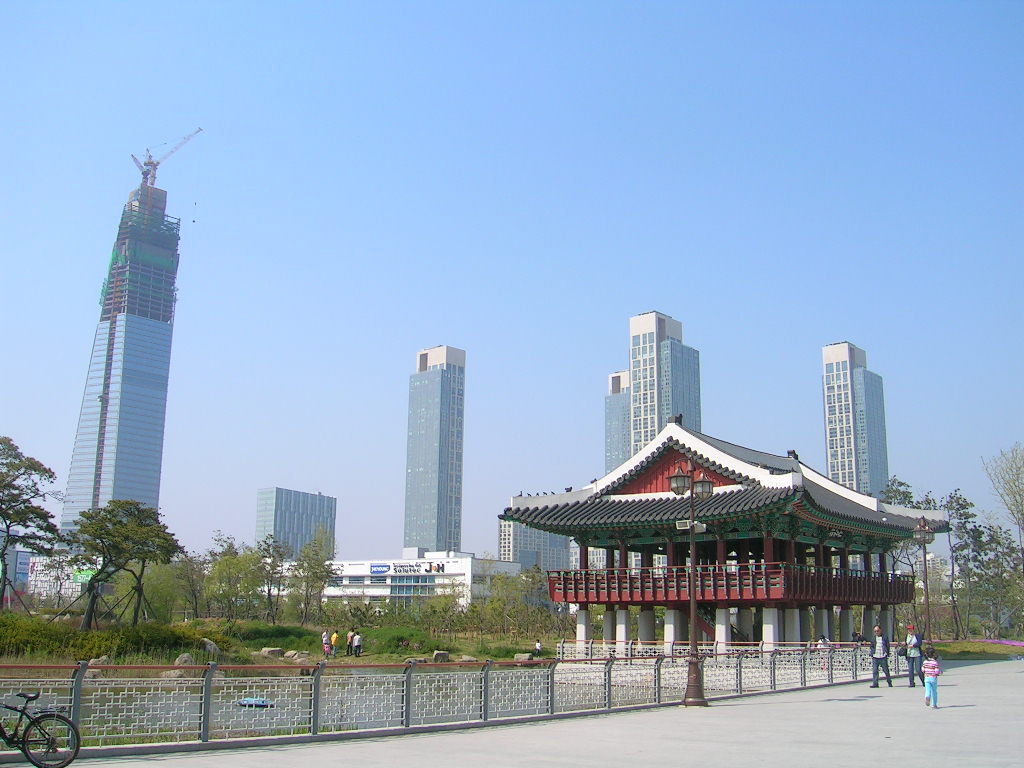
공사 중인 송도국제도시의 동북아무역타워.
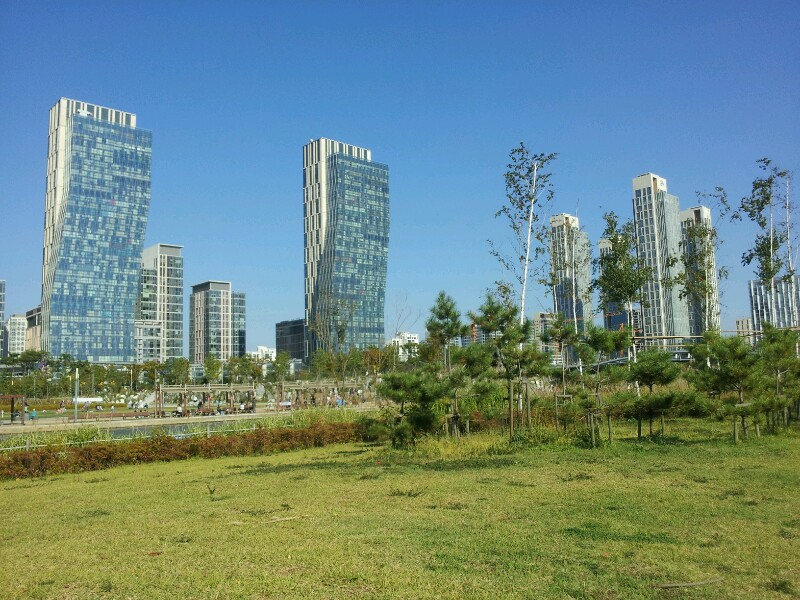
더샵 퍼스트월드 (오른쪽).
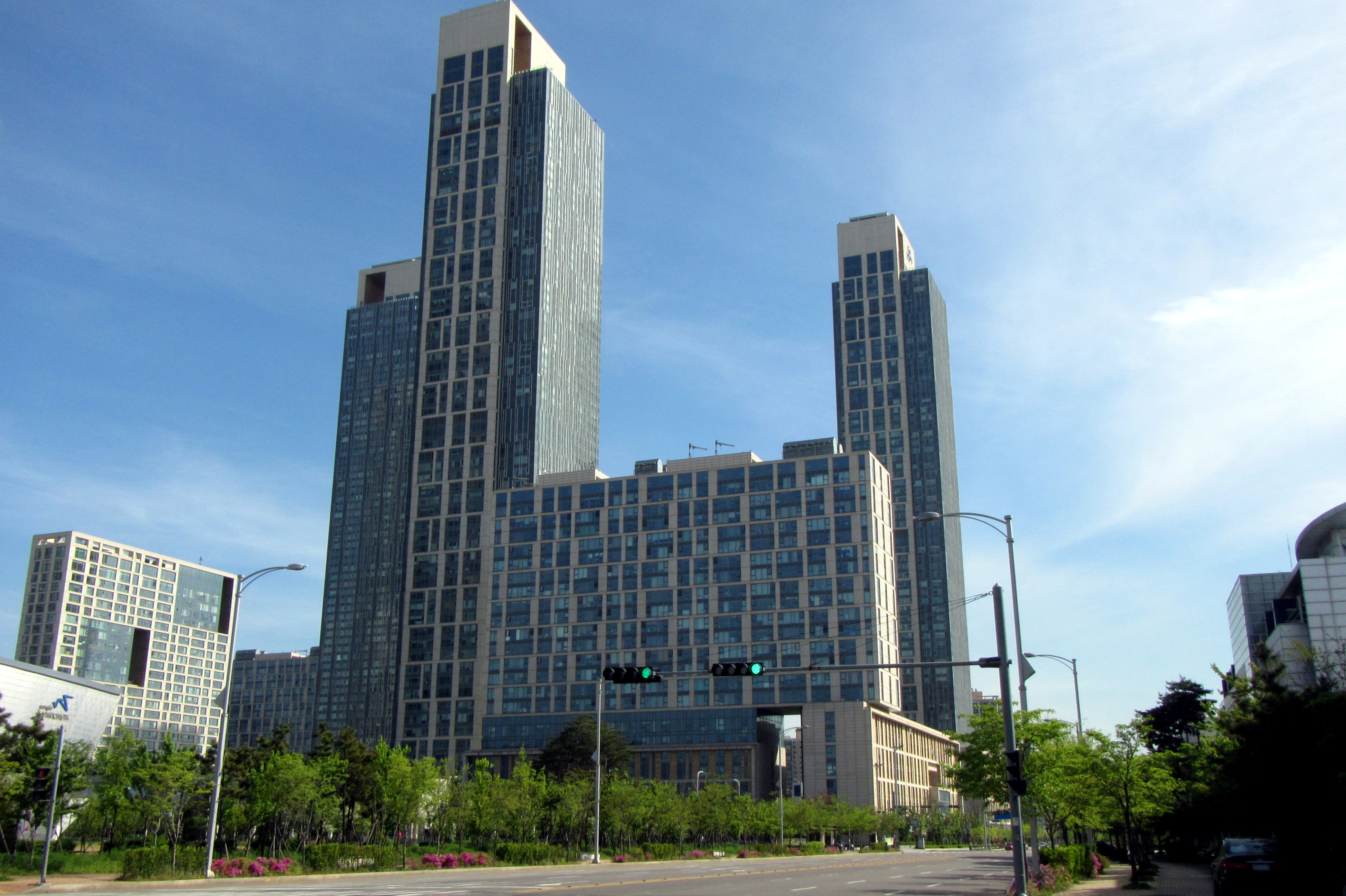
더샵 퍼스트월드.
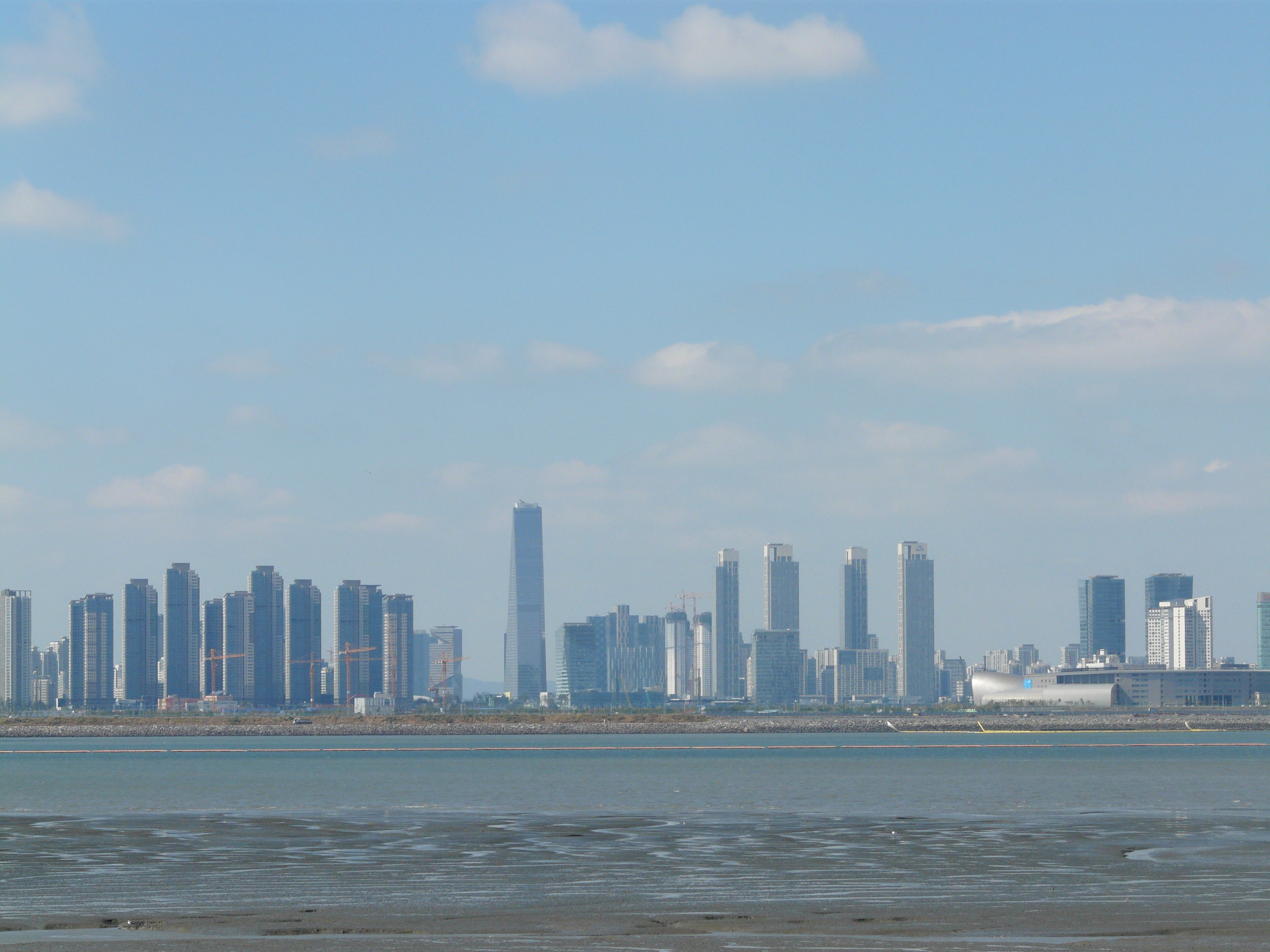
경기도 시흥시 오이도에서 바라본 송도국제도시.
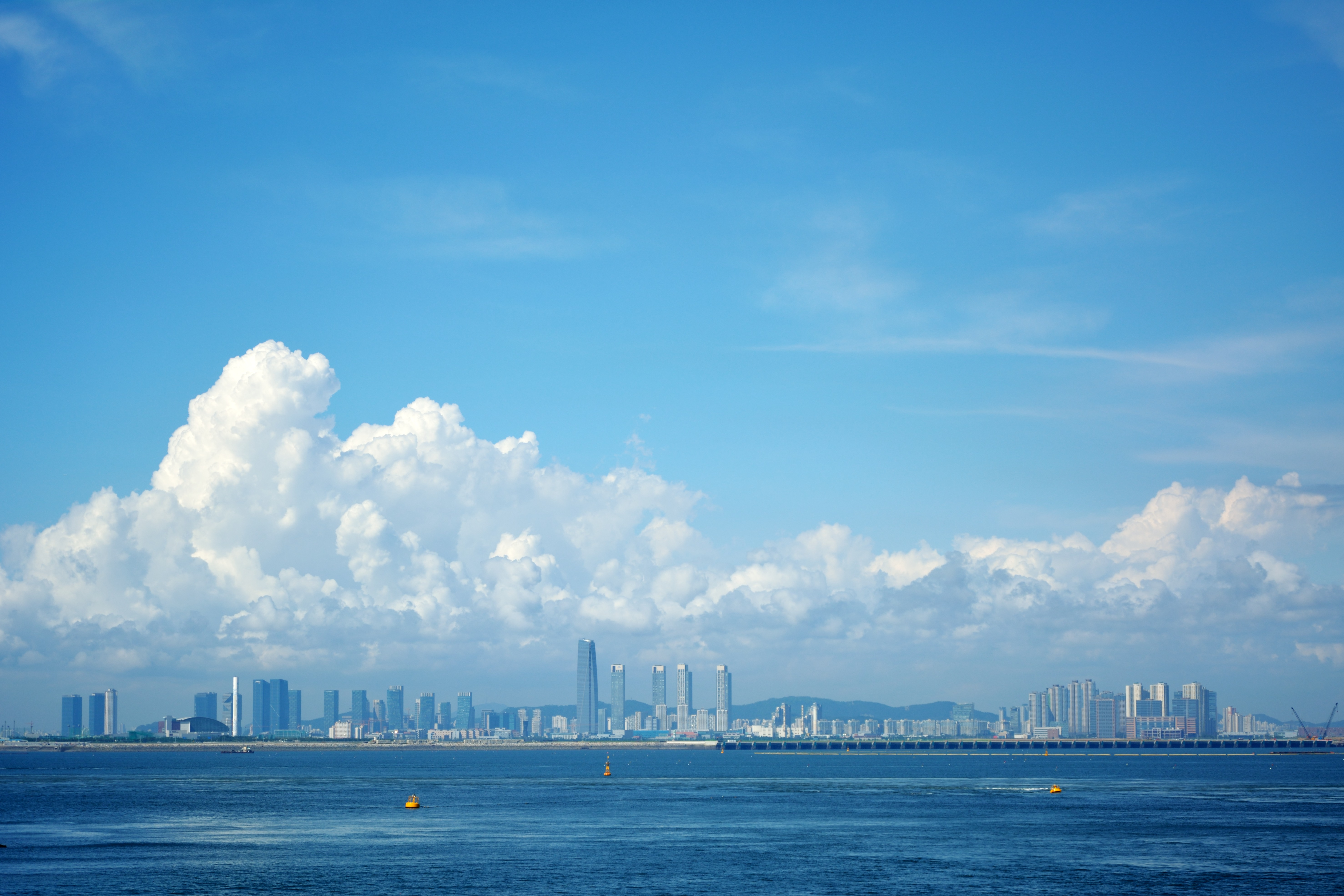
시화호조력발전소 휴게소에서 바라본 송도국제도시.
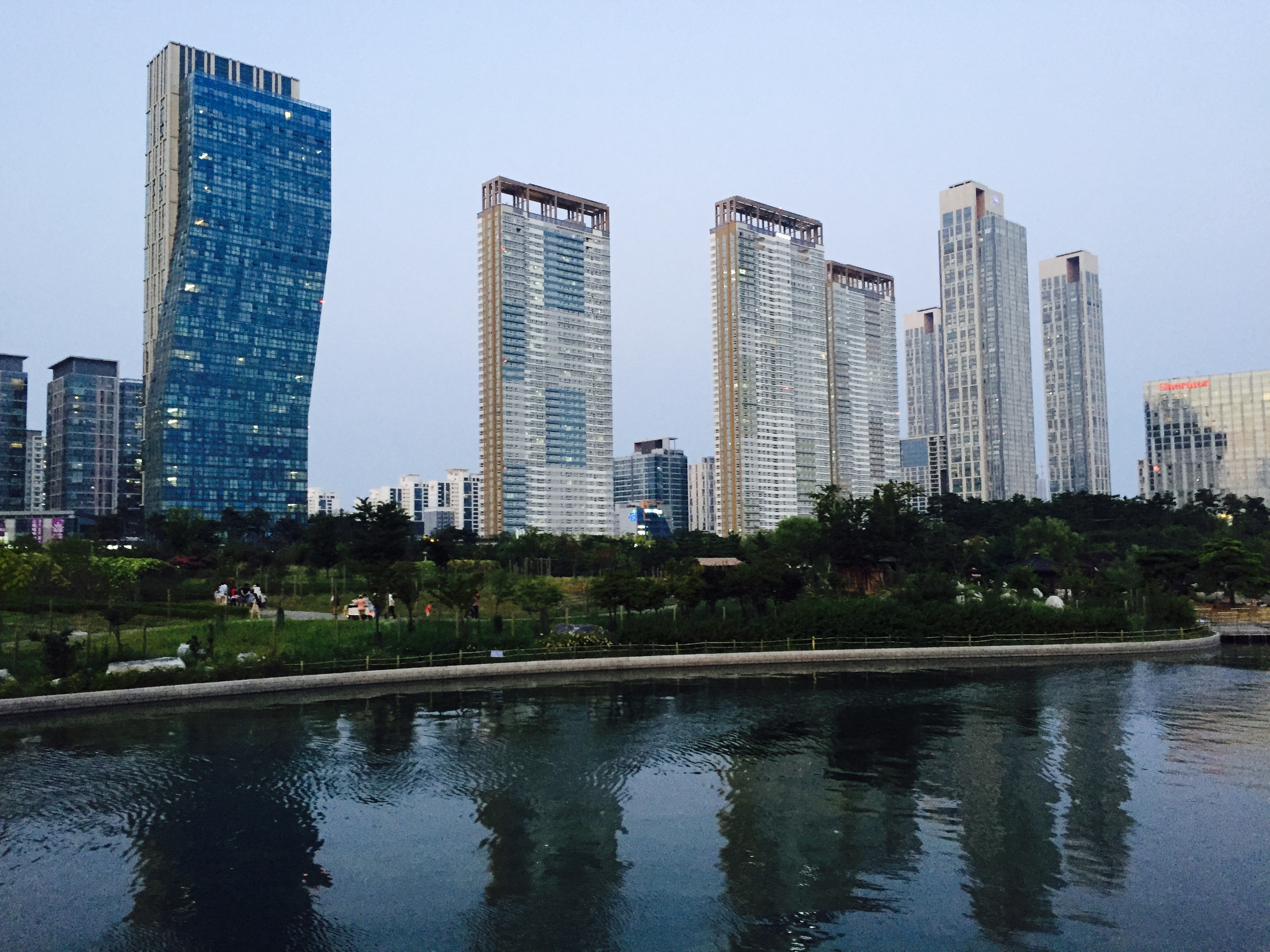
송도국제도시
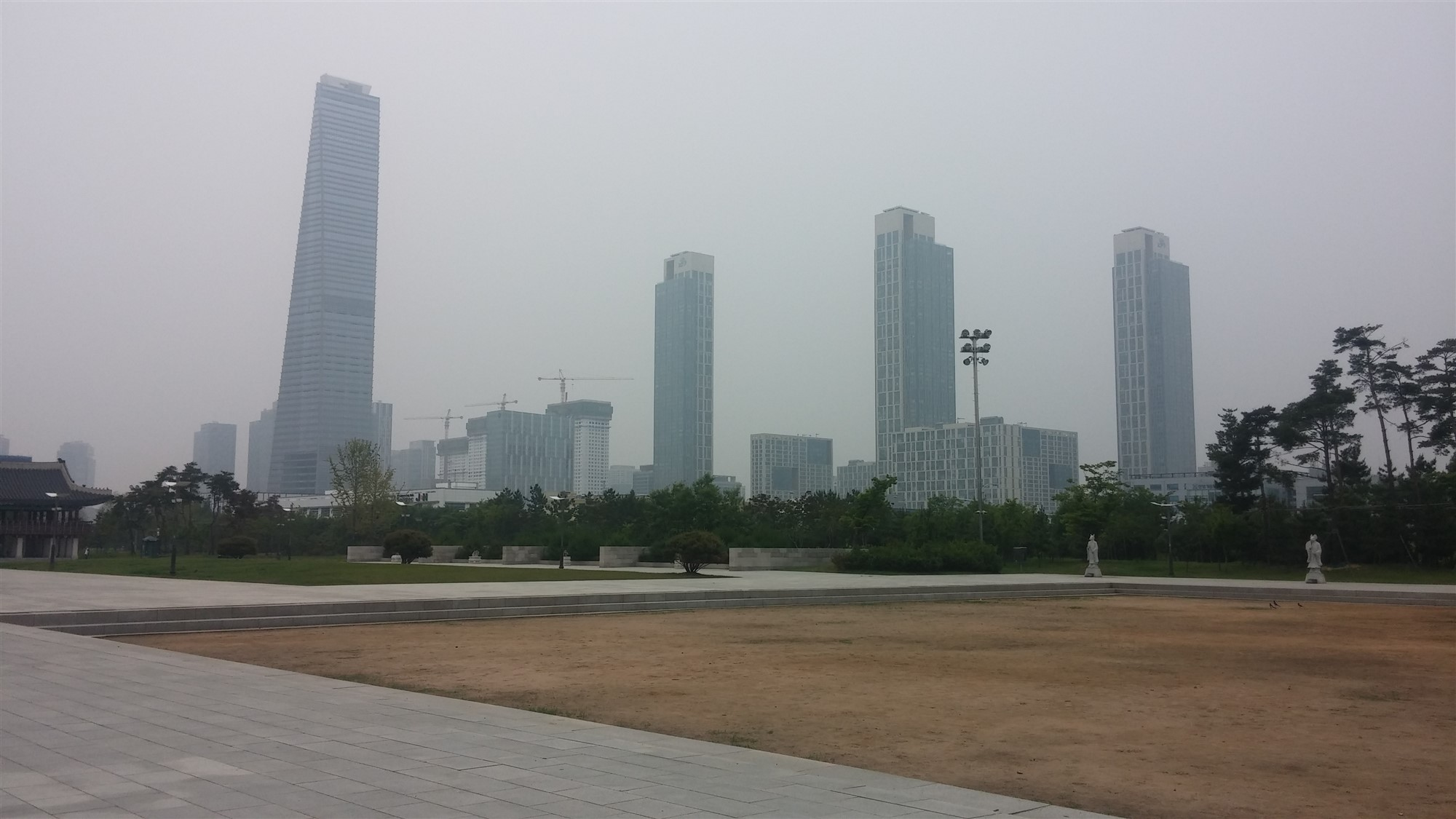
전경 사진

## 같이 보기
- 인천경제자유구역
- 송도국제도시
- 송도 센트럴파크
- 채드윅송도국제학교
- 인천대교
- 메타폴리스
- 타워팰리스
- 인천광역시의 마천루 목록
- 대한민국의 마천루 목록
- 아시아의 마천루 목록